# بلايستو (محطة مترو أنفاق لندن)
بلايستو (بالإنجليزية: Plaistow)‏ هي إحدى محطات مترو أنفاق لندن. تقع على خط ديستريكت وهامرسميث وسيتي أفتتحت في المنطقة (Zone) رقم 3 افتتحت في 31 مارس 1858، 2 يونيو 1902.